# Cisticole chanteuse
Cisticola cantans
Espèce
Statut de conservation UICN

 LC  : Préoccupation mineure
La Cisticole chanteuse (Cisticola cantans) est une espèce de passereaux de la famille des Cisticolidae.

## Répartition et sous-espèces
Selon la classification de référence du Congrès ornithologique international (14.2, 2025) :
- C. c. swanzii (Sharpe, 1870) — du Sénégal au Nigeria ;
- C. c. concolor (Heuglin, 1879) — du nord du Nigeria au Soudan ;
- C. c. adamauae Reichenow, 1910 — Cameroun, Congo et nord-ouest de la RDC ;
- C. c. cantans (Heuglin, 1869) — Érythrée et Éthiopie ;
- C. c. belli Ogilvie-Grant, 1908 — république centrafricaine, nord-est de la RDC, Ouganda et nord-ouest de la Tanzanie ;
- C. c. pictipennis Madarász, 1904 — Kenya et nord de la Tanzanie ;
- C. c. muenzneri Reichenow, 1916 — du sud de la Tanzanie au Zimbabwe et Mozambique ;

## Systématique
Le nom valide complet (avec auteur) de ce taxon est Cisticola cantans (Heuglin, 1869).